# Toad River
Toad River är ett vattendrag i Kanada.   Det ligger i provinsen British Columbia, i den centrala delen av landet, 3 600 km väster om huvudstaden Ottawa.
I omgivningarna runt Toad River växer i huvudsak barrskog. Trakten runt Toad River är nära nog obefolkad, med mindre än två invånare per kvadratkilometer.